# امیلیا تنیسون
امیلیا تنیسون (انگلیسی: Emilia Tennyson; 1811 – 1887) یا امیلی خواهر کوچک شاعر انگلیسی آلفرد تنیسون و نامزد آرتور هنری هالم بود. امیلی از طریق برادرش با هالم آشنا شد و در سال ۱۸۳۲ به نامزدی او درآمد. پس از مرگ ناگهانی هالم در ۱۸۳۳، امیلی با افسری در نیروی دریایی بریتانیا به نام ریچارد جس ازدواج کرد. آن‌ها نام پسر اول خود را آرتور هنری گذاشتند.